# Neuschneidmühle (Nordhalben)
Neuschneidmühle ist eine Wüstung auf dem Gemeindegebiet des Marktes Nordhalben im Landkreis Kronach (Oberfranken, Bayern).

## Geographie
Die Einöde lag auf einer Höhe von 453 m ü. NHN im tief eingeschnittenen Tal der Ölsnitz.

## Geschichte
Neuschneidmühle bestand in der ersten Hälfte des 19. Jahrhunderts auf dem Gemeindegebiet von Heinersberg. Sie erhielt die Haus-Nr. 13 von Grund, einem Ortsteil von Heinersberg. Nach 1928 wurde der Ort in den Amtlichen Ortsverzeichnissen nicht mehr aufgelistet.

### Einwohnerentwicklung
| Jahr      | 001861 | 001871 | 001885 | 001900 | 001925 |
| Einwohner | 3      | 7      | 4      | 3      | 0      |
| Häuser    |        |        | 1      | 1      | 1      |
| Quelle    | [ 3 ]  | [ 4 ]  | [ 5 ]  | [ 6 ]  | [ 7 ]  |

## Religion
Der Ort war ursprünglich rein evangelisch und nach St. Jakobus (Geroldsgrün) gepfarrt.

## Weblink
- Neuschneidmühle in der Ortsdatenbank des bavarikon, abgerufen am 20. August 2021.